# Evan Handler
Evan Handler (ur. 10 stycznia 1961 w Nowym Jorku) – amerykański aktor telewizyjny i filmowy, pisarz. Największą rozpoznawalność przyniosła mu rola Harry’ego Goldenblatta – adwokata, a później męża Charlotte York, granej przez Kristin Davis w serialu HBO Seks w wielkim mieście (2002–2004) oraz komedii romantycznej Seks w wielkim mieście (2008) i jej sequelu Seks w wielkim mieście 2 (2010). Wystąpił także jako Charlie Runkle, komicznie bełkotliwy przyjaciel i agent Hanka Moody’ego (David Duchovny) w serialu Showtime Californication (2007–2014).

## Wczesne lata
Urodził się w nowojorskiej dzielnicy Queens w rodzinie żydowskiej jako syn Enid Irene (z domu Ostrov), administratorki zdrowia psychicznego, i Murrya Raymonda Handlera, właściciela agencji reklamowej. Wychowywał się w nowojorskim miasteczku Cortlandt, niedaleko Croton-on-Hudson, z bratem Lowellem i siostrą Lillian. Uczęszczał do Hendrick Hudson High School w Montrose w stanie Nowy Jork.

## Kariera teatralna
W wieku 17 lat przeniósł się ponownie do Nowego Jorku, gdzie studiował aktorstwo w Juilliard School i był związany z Drama Division’s Group 12 (1979–1983), w której występowali także Kevin Spacey, Ving Rhames i Elizabeth McGovern. W 1979 wystąpił na nowojorskiej scenie Westside Theatre Upstairs przy Chelsea Theatre Center w przedstawieniu Strider: The Story of a Horse na motywach opowiadania Lwa Tołstoja Bystronogi jako robotnik na folwarku zajmujący się końmi i w sztuce Maxa Frischa Biografia (Biography: A Game) w podwójnej roli Thomasa i kelnera. Wkrótce po opuszczeniu Juilliard zdobył wiele głównych ról w produkcjach na Broadwayu i Off-Broadwayu, w tym jako Shelley Solomon w Dziecku Salomona (Solomon’s Child, 1982) czy jako Eugene w komedii Neila Simona Wspomnienia z Brighton Beach (Brighton Beach Memoirs, 1983).
W wieku 24 lat zastąpił Matthew Brodericka w roli Eugene’a Morrisa Jerome’a w Biloxi Blues (1985) na Broadwayu, kiedy zdiagnozowano u niego ostrą białaczkę szpikową. Po pięcioletniej walce aktor wyszedł z choroby i opisał swoją wstrząsającą historię w uznanym autobiograficznym monodramie Time on Fire (1993) wystawianym w Second Stage Theatre Company przy McGinn-Cazale Theatre, który następnie zaadaptował na wspomnienia. W 1991 zrezygnował z występu na Broadwayu w roli Andrew Rallya w spektaklu Paula Rudnicka I Hate Hamlet, gdy podczas walki szermierczej na scenie nieobliczalny aktor Nicol Williamson jako John Barrymore uderzył go mieczem.

## Kariera ekranowa
W 1980 przyjął rolę w filmie Szkoła kadetów. Handler występował w dramatach telewizyjnych oraz sitcomach, w tym Sześć stóp pod ziemią, Prawo i porządek, Prezydencki poker, Policjanci z Miami, Studio 60, Nie ma sprawy, Przyjaciele, Zagubieni i 24 godziny. Grał rolę Harry’ego Goldenblatta – męża Charlotte York, granej przez Kristin Davis w Seks w wielkim mieście. Zagrał również główną rolę w Wiecie, jak jest... i Specjalistki kanału ABC oraz w zakończonym niepowodzeniem Woops! kanału FOX. W 2000 roku Handler sportretował Larry’ego Fine'a w telewizyjnej biografii Three Stooges (Zakręcone trio). Można go obejrzeć też w serialu Californication, gdzie gra rolę Charliego Runkle'a, najlepszego przyjaciela i agenta Hanka Moody’ego – postaci granej przez Davida Duchovny’ego.

## Pisarstwo
Handler jest również pisarzem. Jego pierwsza książka, Time On Fire: My Comedy of Terrors została opublikowana w 1996. Opowiada w niej o swoich doświadczeniach jako pacjenta z ostrą białaczką szpikową oraz swojego nieoczekiwanego wyzdrowienia. Jego druga książka, It’s Only Temporary... The Good News and the Bad News of Being Alive została wydana w maju 2008. Handler pisał też dla kilku krajowych magazynów, w tym „Elle”, „O, The Oprah Magazine” i „Mirabella” oraz regularnie dla The Huffington Post.

## Życie prywatne
12 października 2003 ożenił się z włoską chemiczką Elisą Atti. Mają córkę, Sofię Clementinę (ur. 17 stycznia 2007). Lowell Handler to także pisarz i fotograf, autor książki Twitch & Shout: A Touretter's Tale.

## Filmografia

### Filmy
- 1981 Wybrańcy (The Chosen) jako Goldberg
- 1981 Szkoła kadetów (Taps) jako Edward West
- 1982 Dear Mr. Wonderful jako Ray
- 1985 Wojna i miłość (War and Love) jako Elie
- 1987 What If I'm Gay? jako Allen
- 1987 Hotel Lorraine (Sweet Lorraine) jako Bobby
- 1994 Urodzeni mordercy (Natural Born Killers) jako David
- 1996 Okup (Ransom) jako Miles Roberts
- 2000 Zakręcone trio (The Three Stooges) jako Larry Fine
- 2008 Seks w wielkim mieście jako Harry Goldenblatt
- 2010 Seks w wielkim mieście 2 jako Harry Goldenblatt

### Seriale
- 1984–1989 Policjanci z Miami (Miami Vice) jako Louis (1985) (gościnnie)
- 1991–1992 Sibs (gościnnie)
- 1992 Woops! jako Mark Braddock
- 1994–1998 Ulice Nowego Jorku (New York Undercover) jako Carl (gościnnie)
- 1994–2004 Przyjaciele (Friends) jako reżyser (gościnnie)
- 1999–2000 Wiecie, jak jest... (It's Like, You Know...) jako Shrug
- 1999–2006 Prezydencki poker (The West Wing) jako Douglas Wegland (gościnnie)
- 2000–2004 Ed jako dr Crazy (gościnnie)
- 2001–2005 Sześć stóp pod ziemią (Six Feet Under) jako Scott Philip Smith (gościnnie)
- 2001–2004 Obrońca (The Guardian) jako Mitchell Lichtman (gościnnie)
- 2001 24 godziny (24) jako David Weiss (gościnnie)
- 2002–2009 Bez śladu (Without a Trace) jako Bruce Caplan (gościnnie)
- 2002 CSI: Kryminalne zagadki Miami (CSI: Miami) jako Norman Stein (gościnnie)
- 2003–2005 Joan z Arkadii (Joan of Arcadia) jako Chuck Kroner (gościnnie)
- 2003–2004 Seks w wielkim mieście (Sex and the City) jako Harry Goldenblatt
- 2004–2005 Jack & Bobby jako Cary Donovan (gościnnie)
- 2004 Zagubieni (Lost) jako Dave (gościnnie)
- 2005 Specjalistki (Hot Properties) jako dr Sellers Boyd
- 2006–2007 Studio 60 (Studio 60 on the Sunset Strip) jako Ricky Tahoe (gościnnie)
- 2007 Californication jako Charlie Runkle